# Prezydent Węgier
Prezydent Węgier (węg. Magyarország köztársasági elnöke, államelnök, lub államfő) – głowa państwa Węgier.
Urząd prezydenta jest w większości ceremonialny, jednak może on zawetować ustawę lub odesłać ją do Trybunału Konstytucyjnego. Jego wybór oraz obowiązki są ustalone na podstawie Artykułu 11 Konstytucji Węgier z 2011 roku.
Obecnym prezydentem jest Tamás Sulyok, który objął to stanowisko 5 marca 2024, po rezygnacji ze stanowiska przez Katalin Novák. 

## Wybory
Zgodnie z Konstytucją Węgier z 2011 roku prezydent jest wybierany przez Zgromadzenie Narodowe. Kadencja prezydenta trwa 5 lat, można ją powtórzyć jednokrotnie.

### Kandydaci
Kandydatem w wyborach na prezydenta może być każdy obywatel Węgier, który przed dniem wyborów ukończy 35 lat.

### Głosowanie
Wybory na prezydenta zarządza przewodniczący Zgromadzenia Narodowego. Zgodnie z Konstytucją wybory prezydenckie muszą odbyć się w dzień przypadający między 30. a 60. dniem przed końcem kadencji urzędującego prezydenta lub w ciągu 30 dni od opróżnienia urzędu.
Kandydat musi być zgłoszony do przewodniczącego Zgromadzenia Narodowego na piśmie z poparciem co najmniej 20% członków Zgromadzenia Narodowego. Jeden członek Zgromadzenia może poprzeć tylko jednego kandydata. Oznacza to, że o urząd może ubiegać się maksymalnie 4 kandydatów.
Tajne głosowanie musi zostać zakończone maksymalnie w ciągu 2 od zamknięcia zgłoszeń kandydatów. Kandydat zostaje wybrany na stanowisko w pierwszej turze, jeżeli uzyska więcej niż 2/3 głosów wszystkich członków Zgromadzenia Narodowego (133 głosy).
Jeżeli żaden z kandydatów nie uzyska wymagającej liczby głosów w pierwszej turze, odbywa się druga tura, w której udział bierze 2 kandydatów z największą liczbą głosów. Kandydat zostaje wybrany na stanowisko w drugiej turze, jeżeli uzyska więcej głosów od swojego kontrkandydata. Jeżeli żaden z kandydatów nie zdobędzie 100 głosów, ogłaszane są nowe wybory.

### Przysięga
Zgodnie z Konstytucją prezydent musi złożyć przysięgę przed Zgromadzeniem Narodowym. Przysięga w oryginale brzmi następująco:

Én, [imię] fogadom, hogy Magyarországhoz és annak Alaptörvényéhez hű leszek, jogszabályait megtartom és másokkal is megtartatom; [obejmowane stanowisko] tisztségemet a magyar nemzet javára gyakorolom. [Dodatkowo może dokończyć przysięgę słowami] „Isten engem úgy segéljen!”

## Kompetencje i prerogatywy
Zgodnie z Konstytucją Węgier prezydent:
- wyraża jedność narodu;
- nadzoruje demokratyczne funkcjonowanie instytucji państwowych;
- jest naczelnym dowódcą Węgierskich Sił Obronnych(inne języki);
- reprezentuje Węgry poza granicami kraju
- może uczestniczyć w posiedzeniach Zgromadzenia Narodowego z prawem głosu;
- posiada inicjatywę ustawodawczą;
- może inicjować referenda ogólnokrajowe;
- określa datę wyborów do Zgromadzenia Narodowego;
- uczestniczy w posiedzeniach rządu dotyczących wprowadzenia stan wojennego i stanu wyjątkowego;
- zwołuje Zgromadzenie Narodowe po wyborach;
- w określonych przypadkach może rozwiązać Zgromadzenie Narodowe;
- może skierować uchwaloną przez Zgromadzenie Narodowe ustawę do Trybunału Konstytucyjnego.

Wspólnie z rządem podejmuje również decyzje o przyznaniu prawa łaski, organizacji terytorium kraju oraz o przyznaniu i odebraniu obywatelstwa Węgier.

## Sukcesja

### Usunięcie ze stanowiska
Zgodnie z artykułem 12 (3) Konstytucji kadencja prezydenta kończy się:
- w przypadku niezdolności do pracy, która uniemożliwia wykonywanie obowiązków przez okres dłuższy niż 90 dni;
- w momencie utraty możliwości bycia wybranym na stanowisko;
- w momencie odwołania ze stanowiska
- 5 lat po rozpoczęciu kadencji;
- w momencie rezygnacji
- w momencie śmierci;

Zgodnie z artykułem 12 (4) Konstytucji Zgromadzenie Narodowe podejmuje decyzję większością 2/3 głosów o odwołaniu prezydenta ze stanowiska z jednego z powyższych powodów.

### Tymczasowa absencja
Zgodnie z artykułem 14 (1) jeżeli prezydent jest czasowo niezdolny do wykonywania swoich funkcji i obowiązków, są one wykonywane przez przewodniczącego Zgromadzenia Narodowego (który nie może ich przekazać swoim zastępcom i który zostaje zastąpiony w swoich dotychczasowych obowiązkach przez jednego z wiceprzewodniczących Zgromadzenia Narodowego) do końca niezdolności prezydenta.
Zgodnie z artykułem 14 (2) o tymczasowej niezdolności prezydenta do wykonywania swoich funkcji i obowiązków decyduje Zgromadzenie Narodowe na wniosek prezydenta, Rady Ministrów lub członka Zgromadzenia.